# Thomas Jennings Bailey
Thomas Jennings Bailey (* 6. Juni 1867 in Nashville, Tennessee; † 9. Januar 1963 in Washington, D.C.) war ein US-amerikanischer Jurist. Nach seiner Berufung durch Präsident Woodrow Wilson fungierte er von 1918 bis 1950 als Bundesrichter am Bundesbezirksgericht für den District of Columbia.

## Werdegang
Thomas Bailey besuchte nach seinem Schulabschluss die Southwestern University in Georgetown (Texas), an der er 1884 den Bachelor of Arts und 1885 den Master of Arts erwarb. Es folgte 1890 der Bachelor of Laws an der Vanderbilt University in Nashville, woraufhin er als Rechtsanwalt in Clarksville zu praktizieren begann. Anschließend war er von 1893 bis 1896 in Seattle, von 1896 bis 1900 erneut in Clarksville sowie von 1902 bis 1918 in Nashville in diesem Beruf tätig. Im Jahr 1915 amtierte er als Special Commissioner; zwischen 1915 und 1918 hatte er die Positionen des Deputy Clerk und des Master in Chancery an einem Kanzleigericht in Nashville inne.
Am 16. Mai 1918 wurde Bailey durch Präsident Wilson zum beigeordneten Richter am United States District Court for the District of Columbia ernannt. Er folgte faktisch auf Walter I. McCoy, der wiederum die Position des Chief Judge vom ausgeschiedenen James Harry Covington übernahm. Nach der Bestätigung durch den US-Senat, die vier Tage später erfolgte, konnte er unmittelbar darauf sein Amt antreten. Am 1. November 1950 wechselte er in den Senior Status und ging damit faktisch in den Ruhestand. Sein Sitz fiel an Walter Maximilian Bastian. Thomas Bailey verstarb am 9. Januar 1963 in Washington.